# راجيت كابور
راجيت كابور هو ممثل هندي، ولد في 22 مايو 1960 في الهند. من الجوائز التي نالها جائزة الفيلم الوطني لأفضل ممثل ‏.

## أعمال

### أفلام
- (2017) بيجوم جان

## جوائز
- جائزة الفيلم الوطني لأفضل ممثل [الإنجليزية]‏

## وصلات خارجية
- راجيت كابور على موقع IMDb (الإنجليزية)
- راجيت كابور على موقع قاعدة بيانات الفيلم (الإنجليزية)